# Heuriger
Dit overzicht is mogelijk incompleet; u kunt helpen door het uit te breiden.
Heuriger is jonge, nog niet gebottelde Oostenrijkse wijn, van het jaar van de laatste oogst. Verder is het de gelegenheid waar deze wijn verkocht wordt. Ook slaat de term op aardappelen van de laatste oogst.
Het woord heurig is Oostenrijks-Duits voor diesjährig (= van dit jaar).
Ook de wijnbar waar deze wijnen geschonken worden heten Heuriger, deze zijn vooral in de omgeving van Wenen te vinden.